# A. R. Penck

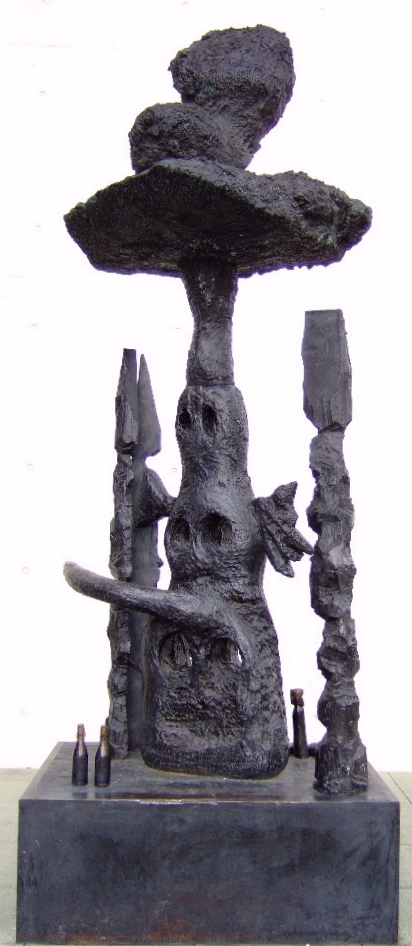
El futuro del soldado (1995) by A.R. Penck.

Ralf Winkler, conocido como A.R. Penck (Dresde, Alemania; 5 de octubre de 1939-Zúrich, Suiza; 2 de mayo de 2017) fue un pintor, escultor, artista gráfico y baterista alemán.

## Biografía
Estudió junto a un grupo de pintores neoexpresionistas. Bajo el régimen comunista, fue vigilado por la policía secreta por ser considerado disidente. A finales de la década de 1970 participó en varias presentaciones de arte en Berlín Occidental y fue pionero de las primeras obras de libre discurso en Berlín Oriental.
En particular los trabajos realizados por Penck fueron mayormente expuestos en galerías de arte y algunos museos en el occidente a partir de principios de la década de 1980. Entre sus trabajos de arte visual más importantes expuso en Zeitgeist dado a conocer en el museo Martin Gropius Bau y en la exposición de Arte Moderno en el Tate Britain en 1983. 
En los años 1980 destreza con la pintura pictográfica y con su característico arte totémico y el uso de formas primitivas para el esbozo de las formas humanas. Por lo que ha trabajado en varias presentaciones internacionales de arte, en Nueva York y Londres principalmente.
Las esculturas de Penck, aunque menos familiares, evocan los mismos temas primitivos que sus pinturas y dibujos y utiliza materiales comunes tales como madera, botellas, cajas de cartón, latas, cinta de embalaje, papel de estaño y de aluminio, alambres y engrudo, todas pintadas montadas con simpleza y espontaneidad.
A pesar del poco detalle estético, la calidad áspera y simpleza de su construcción, tienen las mismas formas antropomorfas simbólicas, como el de sus pinturas simbólicas planas. Sus pinturas posiblemente estén influenciadas por los trabajos de Paul Klee y mezclan la llanura de la escritura egipcia o maya con la crudeza de las últimas pinturas negras, como las de Jackson Pollock. Las esculturas son a menudo evocadoras de las cabezas de piedra de la isla de Pascua y de otras manifestaciones del arte polinésico.
A. R. Penck, además era un baterista y percusionista, y fue miembro del grupo de rock «Triple Trip Touch», además aprovechó cada oportunidad que tuvo para tocar con algunos de los mejores músicos de jazz del final de los años 1980, incluyendo Butch Morris, organizando eventos musicales y exposiciones de arte en su mansión en Heimbach en 1990 con la colaboración de Lee Lennie, Ana Homler y las pinturas de Christine Kuhn.
A.R. Penck trabajaba en Berlín, Düsseldorf, Dublín y Nueva York.